# 铁皮鼓
《铁皮鼓》（德语：Die Blechtrommel）是君特·格拉斯1959年写的小说，为作者惊世之作“但泽三部曲”的第一部。故事以第一人称描述，即由主人公奥斯卡自述人生经历。小说的主要素材则是作者格拉斯本人的经历与见闻。曾被改编成同名电影搬上银幕，获得1980年度奥斯卡最佳外语片奖。1990年3月，《铁皮鼓》中译本由上海译文出版社首次出版。

## 情节摘要
小说情節为主人公奥斯卡·马策拉特自述的人生经历，以他在1952-1954年间住在疗养院，恢復為一般人之前回忆往事而写下的自传。故事从奥斯卡在娘胎里盯着“两只六十瓦的灯泡”诞生在但泽自由市（今波兰格但斯克）开始讲起。由于先天赋予了可以击碎玻璃的刺耳尖叫，奥斯卡将它用作对抗成人世界的武器，并声称自己是那些一生下来便智力超常、具有透视听觉的婴孩。三岁生日那天他得到了一个礼物：铁皮鼓，在看穿了成人世界的愚蠢和虚伪之后，奥斯卡决定停止长大，从此身高一直停留在三岁的高度。
奥斯卡认为自己有两个“假设的父亲”：一个是母亲的丈夫阿尔弗雷德，纳粹党员；另一个是她的秘密情人扬，波兰人，后来在保卫波兰邮局战斗中被处决。奥斯卡母亲死后，他的父亲阿尔弗雷德娶了保姆玛丽亚，同时也是奥斯卡的第一位情人。他们结婚后，玛丽亚给奥斯卡生了一个儿子：科特。奥斯卡希望他在三岁时也停止生长，却失望的发现科特坚持要长大。
二战时期奥斯卡加入了侏儒表演剧团，在前线阵地为纳粹德国军队表演。他的第二个情人，同样也是微型人的罗丝微塔，在盟军登陆诺曼底时死于轰炸，之后奥斯卡就回到了家乡，并且成为了一伙年轻犯罪分子的首领。1945年初苏联军队夺取了但泽，阿尔弗雷德在试图吞下纳粹领章时被乱枪打死。埋葬父亲时奥斯卡丢掉了铁皮鼓，被亲生儿子科特用石子击中脑后，开始长个子，同时唱碎玻璃的特异功能也开始消失。
战后，奥斯卡与玛丽亚和儿子一起搬到了杜塞尔多夫，在那里他做了裸体模特并雕刻墓碑。爱上了邻居多萝西娅修女，却没有引诱她。奥斯卡潜心于研究铁皮鼓，成为了受到欢迎爵士鼓手，变得出名和富有。有一天他散步时发现了一截断指——被谋杀的多萝西娅修女的无名指。奥斯卡此时已厌倦了名利带给他的困扰，于是伪认自己是谋杀犯而被送进了精神病疗养院，在那里写下了回忆录自述。

## 主要人物

### 第一章
- 奥斯卡·马策拉特：本书主人公，自述者
- 布鲁诺·明斯特伯格：奥斯卡的护理员
- 安娜·科尔雅切克·布鲁斯基：奥斯卡的外祖母
- 约瑟夫·科尔雅切克：奥斯卡的外祖父
- 艾格尼丝·科尔雅切克：奥斯卡的母亲
- 扬·布鲁斯基：艾格尼丝的表兄弟和情人，可能是奥斯卡生父，因身为波兰人所以政治立场站在波兰人一边
- 阿尔弗雷德·马策拉特：艾格尼丝的丈夫，纳粹党员
- 西格斯蒙德·马库斯：犹太玩具商，死于水晶之夜

### 第二章
- 玛丽亚·特鲁钦斯基： 艾格尼丝死后艾尔弗雷德雇来打理商店的姑娘，奥斯卡的第一任情人

### 第三章
- 多萝西娅： 杜塞尔多夫的修女及护士

## 写作风格
奥斯卡·马策莱特是个不可信任的讲述者，在他心智健全，或是近乎疯狂时，从来没有头脑清楚过。他以第一人称叙述时往往又与他的自传相矛盾，如他对保卫波兰邮局战斗的不同解释。小说本质上带有强烈的政治意义，但远远超出了政治小说的范畴，里面包含了寓言、神话、传奇等元素。
铁皮鼓本身带有很强的宗教色彩，包括犹太教和基督教。在书中奥斯卡同时与耶稣和撒旦对话，他的同伙称他为“耶稣”，而在书的最后他则称自己为“撒旦”。

## 主题

### 艺术对抗战争
用第二次世界大战与奥斯卡的艺术和音乐相比较，隐含的思想是艺术有能力战胜战争和憎恨。奥斯卡用他的音乐才能来避免战斗，在书的第九章，在讲坛上，奥斯卡击鼓打断了纳粹党的集会。奥斯卡演奏的旋律比集会的行军步调复杂的多，也多了些肉欲色彩。尽管打断了纳粹党的集会，他的音乐的力量仍是不明确的。看起来鼓乐只是简单的打断了集会，并不是纯粹的对抗纳粹的道德力量。奥斯卡还有一个特别明显的音乐元素，那就是他的声音。并非歌声，奥斯卡的声音是具有难以置信力量的骇人的尖叫。叫声能够振碎玻璃，奥斯卡做抢劫犯罪团伙首领的时候用来打碎商店的前窗。格拉斯用诗歌的想象力敏锐的同政治、文化事件相融合，使读者认识到奥斯卡就是水晶之夜（纳粹撕下伪装发出侵略信号的夜晚）的化身。从根本上说，奥斯卡仍是一个复杂的、魔术般的象征性的人物，体现了他希望揭开纳粹党侵略本质的愿望。格拉斯漂亮的阐述了战后德国人意识的矛盾性甚至是有精神分裂症状的。

### 纳粹恐怖政策
《铁皮鼓》跨越了从20世纪20年代到50年代，地域覆盖但泽到科隆、罗马、巴黎、诺曼底。格拉斯描述了纳粹的行径包括从水晶之夜到处决但泽波兰邮局保卫战的生还者。

## 改编

### 电影
1978年被沃克·施隆多夫改编成电影《铁皮鼓》，1979年与《现代启示录》分享了戛纳电影节金棕榈奖，并于1980年荣获奥斯卡最佳外语片。

### 广播剧
1996年由菲尔·丹尼斯主演的广播剧在BBC播出，麦克·沃克改编，并获得全英写作协会最佳剧本奖。